# Родникова Гута

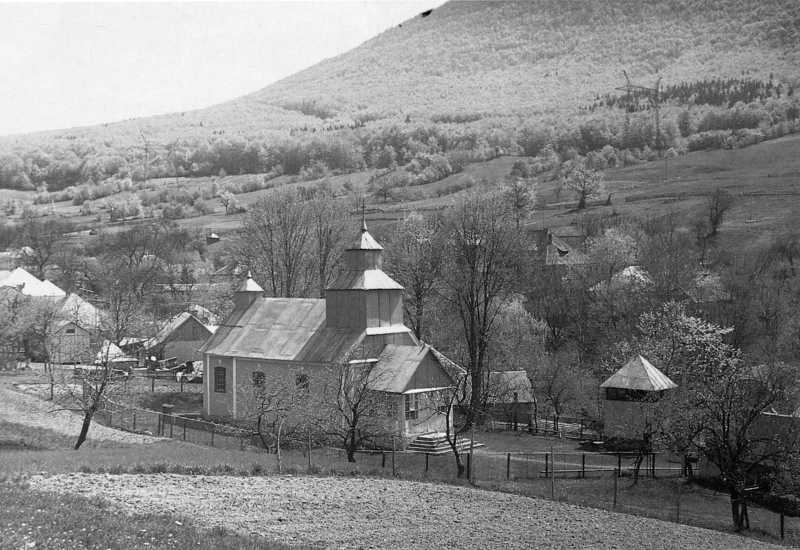
Церква Вознесіння

Роднико́ва Гу́та (угор. Forráshuta, словац. Izvor Huta) — село в Україні, у Мукачівському районі Закарпатської області.Входить до складу Полянської сільської громади.

## Назва
Колишня назва — Ізвор Гута.
Назва села Родникова Гута походить від того, що в цьому селі в давнину був склозавод, яким управляв фермер. На цьому заводі працювали люди різних національностей (чехи, словаки, поляки, угорці).
Угорці називали село Фораш Гута, а словаки — Ізвор Гута. У перекладі Фораш і Ізвор означає струмок. А склозавод називали Гута, який давав основну продукцію — пляшки. Родник — це струмок, який бере початок у Родниковій Гуті.

## Історія
Вперше про це село згадується в документах в 1618 році. Першими поселенцями цього села були словаки, чехи, угорці та німці.
Після занепаду село знову заснував граф Шенборн, переселивши сюди в 1827—1830 роках 38 сімей для роботи в лісі та на склофабриці, що існувала з 1834 р. до середини XIX ст. Прийшли вони з-під Міхаловець і Вранова (Словаччина).
Старожили розповідають, що, згідно з сільським переказами, виробництво скла з Родникової Гути було перенесено через хребет в сусіднє село Верхня Грабівниця.
Найбільш поширене прізвище в селі — Гутник.
У статистиці за 1839 рік у Гуті (первинна назва поселення була без додатка «Ізвор») зафіксовано всього 11чоловік. Але відомо що до 1893 року представники віросповідань крім греко-католицького обряду, у церковній статистиці не вказувалися. Тому, видно, словаки-римо-католики просто відсутні у шематизмах (список осіб).
Ізвор-Гутою поселення стало у 1847 році, і нараховувало воно 138 мешканців.
У 1891 році село міняє назву на Форрашгута, і проіснувала вона  до 1919 року.  На 1915 рік у Форрашгуті мешкало 400 жителів.
Протягом 20-30-х років XXст. у Ізвор-Гуті практикувалися змішані шлюби, а діти записувались, у основному, на прізвище батька. Тому досить важко вирахувати, які прізвища були римо-католицькими або словацькими чи німецькими, а котрі – греко-католицькими або русинськими. У другій половині 30-их років практично всі жителі села записувалися греко-католиками.
У той же період у селі працювала державна школа. Будівництво ж добротної дерев’яної школи було профінансовано не з крайового чи губернського бюджету, а з державного.
Дерев’яну церкву у 1924 році все ж таки побудував відомий у Верховині майстер Василь Улинець. Але під час боїв восени 1944 року вона згоріла. Тому у 1946 році на старому цоколі місцеві майстри поставили новий храм, який також був дерев’яним. Нова церква майже повністю копіює стару.
Після угорської окупації Підкарпатської Русі  Ізвор-Гута стала перевалочною базою для втікачів на радянську територію, а її жителі провідниками. Гутняни з великим ентузіазмом підтримали також диверсійні групи радянських парашутистів, суттєво поповнивши їх ряди. Звинувативши у зв’язку з партизанами, угорські жандарми хотіли розстріляти п’ятнадцять жителів Ізвор-Гути, але священик Михайло Деметер, втрутившись в останню хвилину, поручився за звинувачених і тим самим їх врятував.
В наш час Родникова Гута – гірське село, яке проживає дружньою громадою, котра поважає та оберігає звичаї предків.

## Географія
Селом тече струмок Шипіт.

## Населення
Згідно з переписом УРСР 1989 року чисельність наявного населення села становила 518 осіб, з яких 254 чоловіки та 264 жінки.
За переписом населення України 2001 року в селі мешкали 483 особи.

### Мова
Розподіл населення за рідною мовою за даними перепису 2001 року:
| Мова       | Відсоток |
| ---------- | -------- |
| українська | 96,07 %  |
| словацька  | 3,73 %   |
| інші       | 0,20 %   |

## Туристичні місця
- храм Вознесіння Господнього. 1946.

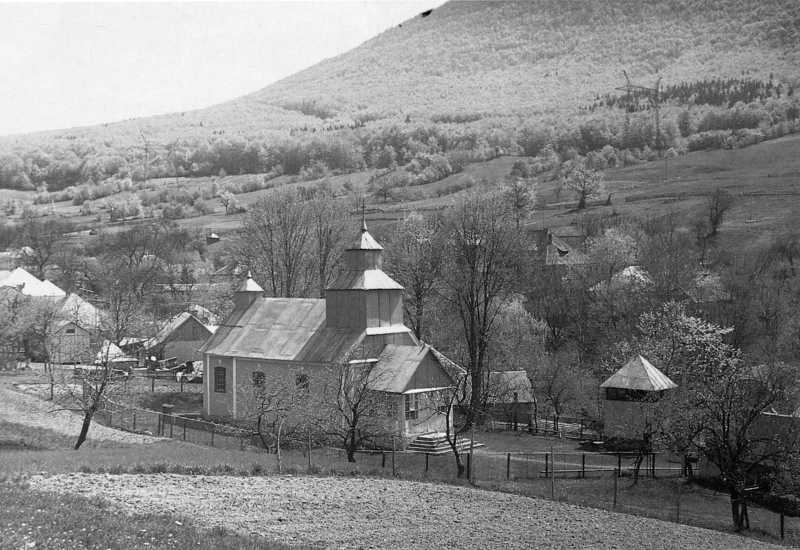
Церква Вознесіння

- старий склозавод